# The 37th Mandala
«37-я Манда́ла» (англ. The 37th Mandala) — роман американского писателя Марка Лэйдлоу, написанный в жанре ужасов, впервые опубликованный в 1996 году.
В произведении рассказывается о приверженце религии «нового века» и писателе Дереке Кроуве, использующем мифические текста древности в качестве основы для одной из своих работ. По мере того как его творчество набирает популярность, оно также привлекает лишнее внимание 37 мандал, ужасных монстров в стиле лавкрафтовских ужасов, которым и посвящён оригинал.
Роман завоевал Премию Международной Гильдии Ужасов в номинации «Лучший Роман».